# Megabahita stylata
Megabahita stylata är en insektsart som beskrevs av Delong 1984. Megabahita stylata ingår i släktet Megabahita och familjen dvärgstritar. Inga underarter finns listade i Catalogue of Life.